# روغن آووکادو

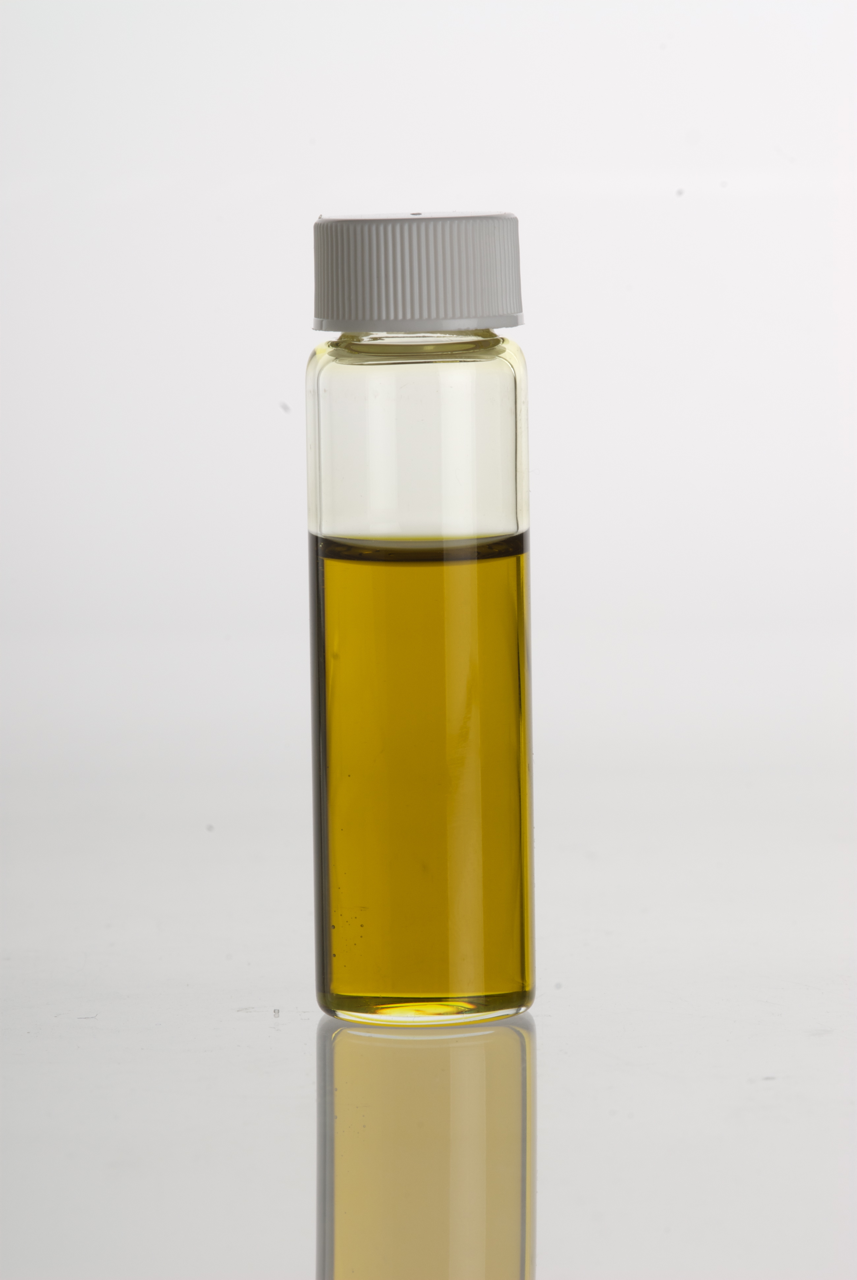
روغن آووکادو

روغن آووکادو (انگلیسی: Avocado oil) یک روغن گیاهی است که از پالپ آووکادو گرفته می‌شود. این روغن برای پخت‌وپز و به صورت خام نیز استفاده می‌شود. همچنین این روغن برای نقطه دودی شدن بالای خود شناخته شده است. این روغن در لوازم آرایشی و  گریس‌زنی استفاده می‌شود.
نقطه دودی شدن روغن آووکادو معمولاً بسیار بالا است: ۲۵۰ درجه سلسیوس (۴۸۲ درجه فارنهایت) برای روغن تصفیه نشده  و ۲۷۱ درجه سلسیوس (۵۲۰ درجه فارنهایت) برای روغن تصفیه شده. شماره دقیق نقطه دودی شدن بستگی به کیفیت و پالایش روغن دارد.